# チハヤ
チハヤ株式会社は、日本の健康食品用のキノコ原料卸売メーカー。本社は香川県高松市にある。

## 沿革
- 1982年 - 「霊芝研究会」を設立。
- 1982年 - 「霊芝研究会有限会社」を設立。
- 1994年 - 「チハヤ株式会社」に改組。
- 2010年 - 「日本霊芝協議会」を発足。